# Компрачикос
Компрачико́с чи компрапеке́ньос (з ісп. comprachicos, букв. — «скупники дітей») — термін, яким Віктор Гюго в романі «Людина, яка сміється» (1869 р.) охрестив злочинне угруповання торгівців дітьми, що складалися в основному з контрабандистів, волоцюг та жебраків. Компрачикоси є характерною подробицею старого суспільного ладу, що був в Іспанії, Англії, Німеччині, Франції впродовж XIII–XVIII століть.

## Основна діяльність
«Компрачикос» — це складене іспанське слово, що означає «скупник дітей». Однак, вони не просто викрадали і продавали дітей. Угруповання робило з них клоунів, акробатів, попередньо «обробляючи», навмисно спотворюючи, з метою зробити з них карликів, горбанів,співаків-кастратів чи пожиттєвих власників потворних масок. При дворах європейської знаті XVII–XVIII ст. існувала своєрідна мода на різноманітних потвор і клоунів-калік, що розважали своїх господарів та їх гостей. В Російській імперії моду на карликів та горбунів вперше ввів Петро Перший; найбільш відомою любителькою подібних розваг була імператриця Анна Іванівна. В умовах постійного зростання попиту на дітей-потвор і відносно високій народжуваності, злочинний «бізнес» компрачикосів довгий час процвітав.

## Спотворення дітей
Щоб зробити з людини гарну іграшку, потрібно взятися за справу завчасно. Перетворити дитину в карлика можливо, тільки поки вона ще мала. Діти були розвагою, але нормальна дитина не дуже смішна — горбун куди кращий. Звідси виникає справжнє мистецтво. Існували справжні майстри цієї справи: з нормальної людини робили потвору. Людське обличчя перетворювали в «морду», зупиняли ріст, перекроювали дитину заново. Штучна фабрикація потвор відбувалася згідно з відомими правилами — це була ціла наука. Доктор Конкест, член Аменстрийської колегії, написав латинською мовою книгу, присвячену цій хірургії навиворіт, виклавши в ній основні прийоми. Фабрикація потвор проводилася у великому масштабі та охоплювала багато різновидів.
Компрачикоси піддавали обробці дітей так, як столяри обробляють дерево. У них були свої секретні способи та особливі прийоми.

## Компрачикоси в літературі
Компрачикоси отримали широку популярність завдяки роману Гюго «Людина, яка сміється». Він звертає увагу, що в деяких історичних епохах, наприклад, при англійських Стюартах, діяльність компрачикосів дуже навіть заохочувалась. В подальшому, компрачикоси були оголошені злочинцями в Англії. Їхніх головних вішали, рядових членів піддавали клеймуванню. Слідом за Англією, заборонили діяльність компрачикосів на своїх територіях Франція, Іспанія та Нідерланди.
У перших частинах роману, Віктор Гюго висловлює представлення, що компрачикоси в Європі XVII-XVIII ст. купували дітей, навмисно спотворювали їх зовнішність, а потім перепродавали як клоунів, акробатів, придворних карликів, співаків-кастратів тощо, або ж, використовували в ролі жебраків. Він порівнює це явище з бинтуванням ніг дівчаток у китайців.
Існування явища, описаного Гюго, не є достовірно встановленим історичним фактом, хоча окремі випадки в різний час спливали в кримінальній хроніці європейських країн. Стверджується, що св. Вікентій де Поль врятував хлопчика з рук цих злочинців і що матері на півночі Іспанії в старовину лякали неслухняних дітей приходом компрачикосів.
Опис торгівців дітьми в романі Гюго склав велике враження на європейських читачів. Айн Ренд називала «нових лівих» the comprachicos of the mind («компрачикоси свідомості»), а Салтиков-Щедрін, плутаючи бандитів з їхніми жертвами, іронізував на рахунок персонажів письменників — натуралістів: «И выйдет рыло косое, подрезанное, не человек, а компрачикос».